# Porteña de corazón
Porteña de corazón es una película en blanco y negro dirigida por Manuel Romero de producción argentina. Se estrenó el 9 de abril de 1948, pertenece a la serie de Catita interpretada por la pareja cómica Nini Marshall y Augusto Codecá.

## Sinopsis
Catita trabaja de recepcionista en un hospital. Un padre millonario se opone a que su hijo se relacione con una enfermera amiga.

## Comentarios
Según La Nación la película descansa sobre la responsabilidad de la protagonista y El Mundo opina que “la repercusión popular que es lo que cuenta está asegurada.”
Por su parte Manrupe y Portela escriben:

”Ninní en la óptica popular de Romero:conflicto pobres-ricos y algunos buenos momentos en este vehículo desparejo para la estrella que es la úica que aporta algo gracioso a un argumento endeble. Sólo hay pinceladas del buen cine de Romero. El título es totalmente ajeno a la trama.”

## Actores
- Niní Marshall.. Catalina Pizzafrola Langanuso "Catita"
- Augusto Codecá ... Juan Argûello
- Ernesto Raquén ... Dr. Carlos Álvarez
- Jorge Salcedo ... Rivera
- Lilian Valmar ... Angélica
- Vicente Forastieri ... Figueroa
- Juan José Porta ... Dr. Eduardo Álvarez
- Betty Lagos ... Lidia Moreno
- Lalo Maura ... Bailarín
- Lita Enhart
- Mary Dormal ... Doña Clotilde
- María Armand ... Madre de Carlos
- Troupe Ateniense